# 엑소더스 (2007년 홍콩 영화)
엑소더스(出埃及記, The Exodus)는 홍콩에서 제작된 펑하오샹 감독의 2007년 코미디, 드라마 영화이다. 장가휘 등이 주연으로 출연하였고 펑하오샹 등이 제작에 참여하였다.

## 출연

### 주연
- 장가휘
- 첨서문

### 조연
- 임가동
- 유심유
- 소미기
- 임달화
- 위안안

## 제작진
- 미술: 만림중